# Trưng cầu dân ý hiến pháp Venezuela, 2007
Cuộc trưng cầu dân ý hiến pháp đã được tổ chức ở Venezuela vào ngày 2 tháng 12 năm 2007 để sửa đổi 69 điều của Hiến pháp năm 1999. Các cải cách này, theo Tổng thống Hugo Chávez, là hoàn thành quá trình chuyển sang một nước "cộng hòa xã hội chủ nghĩa". 

## Các nội dung đề xuất
Ngày 15 tháng 8 năm 2007, tổng thống Hugo Chávez đã đề xuất một tu chính án đối với 33 điều khoản trong 350 điều khoản của Hiến pháp. Một quy định của hiến pháp cho phép tổng thống, Quốc hội hay một hội đồng lập hiến có quyền yêu cầu thay đổi hiến pháp và cải tổ hiến pháp phải được phê chuẩn của toàn dân thông qua một cuộc trưng cầu dân ý quốc gia. Hiến pháp hiện nay của nước này đã được Chávez đề xướng và đã được cuộc trưng cầu dân ý năm 1999 thông qua. Theo Chávez, cần phải cải cách hiến pháp để hoàn thành việc chuyển đổi sang một nước cộng hòa xã hội chủ nghĩa và thi hành nghị trình xã hội chủ nghĩa của ông; những người phê phán ông cho rằng ông sử dụng các cải cách này để trở thành một nhà độc tài. Đề xuất này được những người ủng hộ trong chính phủ ca ngợi là "sự khởi đầu một kỷ nguyên mới theo hướng chủ nghĩa xã hội", nhưng Podemos, một đảng ủng hộ chính phủ thì tỏ ra không đồng ý và tuyên bố Chávez đang tìm kiếm quyền lực suốt đời.
Các trình tự thủ tục của hiến pháp Venezuela quy định phả có 3 đợt tranh luận trước Quốc hội (167 ghế thuộc các đảng ủng hộ Chávez) để cải cách hiến pháp. Cuộc tranh luận đầu tiên đã được tổ chức thành công vào ngày 21 tháng 8 năm 2007 and gave initial approval to the general purpose of the reform. Trong lần bỏ phiếu thành công thứ hai vào ngày 11 tháng 9 năm 2007, Quốc hội đã bổ sung các tu chính án vào bản đề nghị cải cách ban đầu của Chávez, một lần nữa làm cho đảng Podemos giận dữ và cho rằng Quốc hội đã vi phạm hiến pháp. Cuộc bỏ phiếu thứ ba vào ngày 25 tháng 10 năm 2007 đã phê chuẩn đề xuất, mở rộng từ 33 điều khoản lên 69 điều khoản. Cuộc phê chuẩn cuối cùng của Quốc hội về trưng cầu dân ý đã được thực hiện ngày 2 tháng 11 năm 2007.
Đề xuất cuối cùng bao gồm 69 tu chính án hiến pháp phải được bỏ phiếu trong hai block: 33 được tổng thống Chávez đề xuất ban đầu cộng thêm 13 điều được Quốc hội đề nghị (Đề nghị A) và 23 điều nữa do Quốc hội đề nghị (Đề nghị B). Các thay đổi theo đề xuất bao gồm:
- Xóa bỏ giới hạn nhiệm kỳ tổng thống, cho phép tổng thống tái đắc cử vô hạn định (không cho phép đối với các chức vụ chính trị khác).
- Tăng thời gian trong một nhiệm kỳ tổng thống từ 6 lên 7 năm.
- Tổ chức lại các quận hành chính của quốc gia và cho phép tổng thống lựa chọn các lãnh đạo tỉnh và thành phố.
- Cho phép tổng thống tuyên bố tình trạng khẩn cấp vô hạn.
- Cấm sở hữu bất động sản đất đai lớn nhưng lại "cho nhà nước quyền tạm chiếm tại sản sung công trước khi một phiên tòa đưa ra phán quyết"[11].
- Cấm nước ngoài cung cấp ngân quỹ cho các hiệp hội chính trị.
- Chấm dứt quyền tự trị của ngân hàng trung ương, giao quyền kiểm soát cho tổng thống, và giao cho tổng thống quản lý dự trữ ngoại hối.
- Giảm giờ làm việc tối đa mỗi tuần từ 44 xuống 36 tiếng và giảm ngày làm việc mỗi ngày từ 8 tiếng xuống 6 tiếng.
- Hạ tuổi bầu cử từ 18 xuống 16.
- Mở rộng an sinh xã hội cho công nhân trong nền kinh tế không chính thức.

## Kết quả

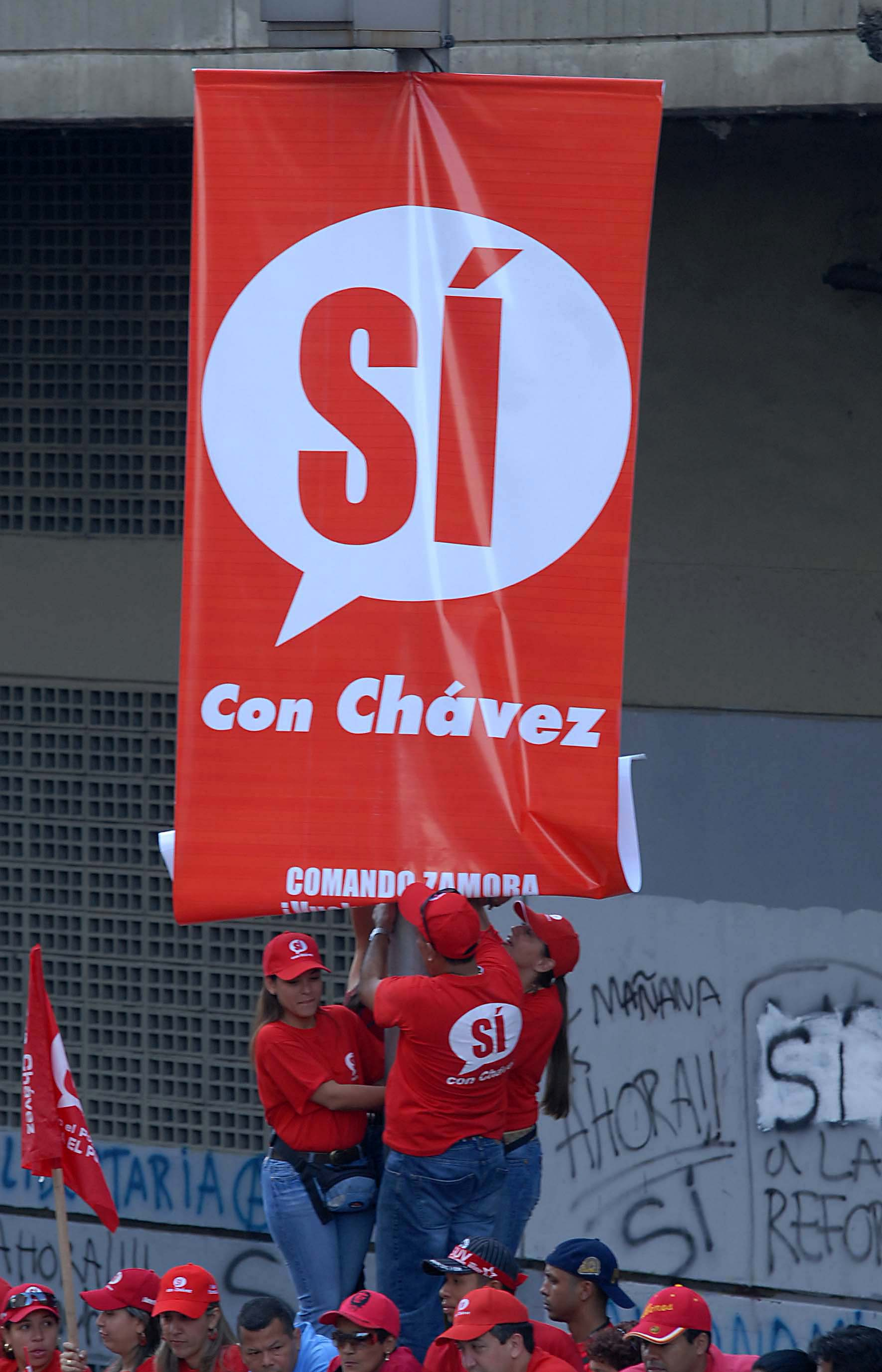
Những người ủng hộ Chávez dương cao một poster

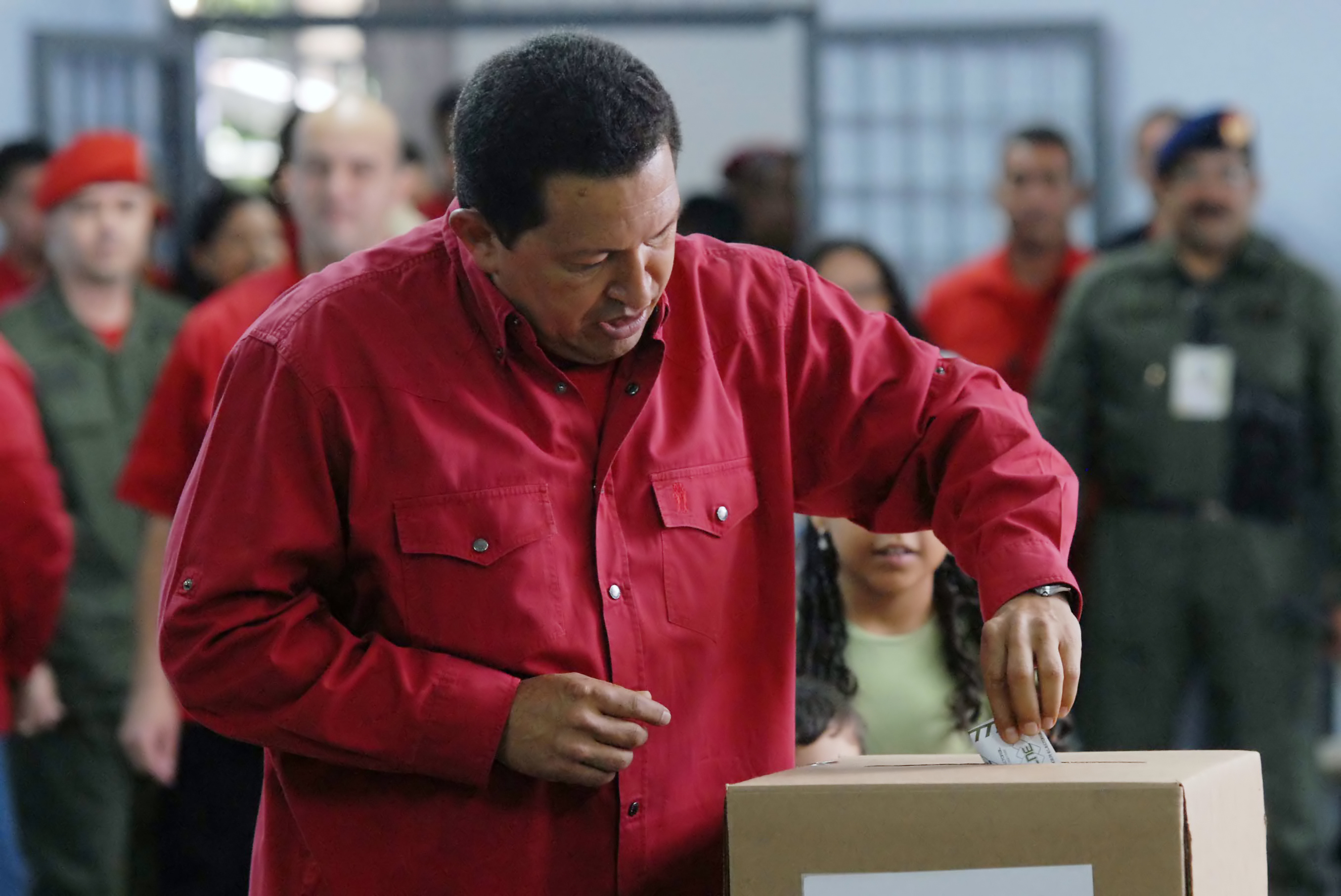
Tổng thống Chávez đang bỏ phiếu

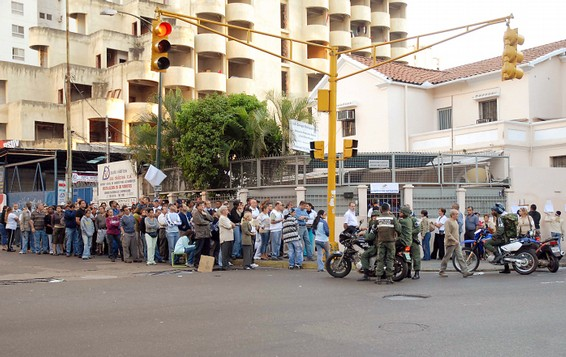
Người dân sắp hàng chờ để bỏ phiếu ở thủ đô Caracas

Các kết quả chính thức từng phần vào ngày 3 tháng 12 năm 2007.
| Đề nghị                | Lựa chọn               | Phiếu bầu  | %      |
| ---------------------- | ---------------------- | ---------- | ------ |
| A                      | Có                     | 4.379.392  | 49,29  |
| A                      | Không                  | 4.504.354  | 50,70  |
| B                      | Có                     | 4.335.136  | 48,94  |
| B                      | Không                  | 4.522.332  | 51,05  |
| Tổng số phiếu hợp lệ   | Tổng số phiếu hợp lệ   | 8.883.746  | 100,00 |
| Phiếu vô hiệu          | Phiếu vô hiệu          | 118.693    | 1.31   |
| Số lượng               | Số lượng               | 9.002.439  | 100,00 |
| Không bỏ phiếu         | Không bỏ phiếu         | 7.107.225  | 44.11  |
| Tổng số cử tri đăng ký | Tổng số cử tri đăng ký | 16.109.664 | 100,00 |

Nguồn: Hội đồng bầu cử quốc gia (CNE)